# عروس فریبکار
عروس فریبکار یک رمان از مارگارت اتوود است که اولین بار توسط مک کللند و استوارت در سال ۱۹۹۳ منتشر شد.

## خلاصه داستان
رمان در تورنتوی امروزی می‌گذرد. داستان سه زن است و خاطرات آنها دربارهٔ زینیا دوست قدیمی و کینه‌توزشان. رز، کاریس و تونی که روابط عاشقانه‌شان سالها قبل با خیانت یک دوست مشترک به اسم زینیا خراب شده بود، از همان زمان ماهی یک بار در یک رستوران یکدیگر را ملاقات می‌کنند. تا اینکه یک روز در یکی از همین قرارها، آنها زینیا را دیدند. تا آن روز تصور آنها این بود که زینیا پس از دوره دانشگاه درگذشته است. سپس رمان به زمان گذشته می‌رود تا نشان دهد زینیا چگونه روابط عاشقانه این سه زن را خراب کرد. راوی این رمان که گاه در زمان گذشته و گاه در حال با تکنیک فلاش بک دررفت‌وآمد است، سوم شخص بوده و از زاویه دید رز، کاریس و تونی روایت می‌شود. زینیا به هر زنی نسخه متفاوتی از بیوگرافی خود را می‌دهد که به صورت اختصاصی ساخته شده‌است تا خود را در دل آن شخص و زندگی او جا کند. اما هیچ‌کدام از این نسخه‌ها حقیقت ندارد.
خیانت زینیا به آنها، دلیل دوستی این سه زن با یکدیگر است و اینکه زندگی آنها را به‌طور غیرقابل برگشتی به هم پیوند می‌دهد چون قرار ناهار ماهانه آنها درست پس از تشییع جنازه زنیا آغاز می‌شود.
در حال حاضر، رز، کاریس و تونی هر کدام به صورت جداگانه در اتاق هتل تورنتو با زینیا روبرو می‌شوند، جایی که او به هر یک از آنها می‌گوید مردانی که آنها را ترک کرده‌اند به آنچه لیاقتشان بود رسیده‌اند. او نسخه‌های مختلفی از مرگ ساختگی خود را توضیح می‌دهد که تمام این نسخه‌ها با توجه به نوع زندگی‌اش غیرقابل تصور است.

## بن‌مایه
این رمان، مانند بسیاری دیگر از آثار اتوود، به درگیری‌های قدرت بین زن و مرد می‌پردازد، و در عین حال مراقبه‌ای دربارهٔ ماهیت دوستی، قدرت و اعتماد زن است. شخصیت زنیا را می‌توان به عنوان یک زن کاملاً سودجو در نظر گرفت (خائنی که از خواهرخواندگی سوءاستفاده استفاده می‌کند یا یک مزدور منفعت طلب که با حیله‌گری از «جنگ بین دو جنس» برای پیشبرد منافع خود استفاده می‌کند)
تفسیری دیگر، زنیا را نوعی فرشته نگهبان برای زنان قلمداد می‌کند و آنها را از دست مردان بی‌لیاقت نجات می‌دهد. این گزاره با توجه به داستان کوتاه مستقلی از اتوود، «من زینیا را با دندان‌های قرمز براق خواب دیدم» برداشت شده‌است، که شخصیت‌های آن مشابه این رمانند.
برایان باسبی منتقد ادبی کانادایی در کتاب خود Character Parts: Who Is Really Who in Canlit نوشت که شخصیت زینیا براساس روزنامه‌نگار باربارا آمیل ساخته شده‌است.

## اقتباس فیلم
اقتباسی سینمایی از عروس فریبکار با بازی مری-لوئیز پارکر در نقش زینیا، وندی کروسون در نقش رز، گرگ بریک در نقش هنری، شاون دویل در نقش جان، سوزان لینچ در نقش کاریس، آماندا روت در نقش تونی، تاتیانا مازلانی در نقش آگوستا و براندون فیرلا در نقش وست، در ژانویه ۲۰۰۷ از تلویزیون CBC و در مارس ۲۰۰۷ از شبکه اکسیژن پخش شد.
این اقتباس داستان را تغییر داد ، انتخاب کرد که فلاش بک دوران کودکی رز، تونی و کاریس را حذف و چندین شخصیت جدید به داستان اضافه کرد.

## ترجمه در ایران
این کتاب اولین بار در ایران در سال۱۳۸۰ و با ترجمه شهین آسایش در انتشارات ققنوس منتشر شد نشر ققنوس برای انتشار ترجمه این رمان از ناشر و نویسنده مجوز گرفته است

## دنباله
در سال ۲۰۱۴، اتوود داستان کوتاه «من زینیا را با دندان‌های قرمز براق خواب دیدم» منتشر کرد. در این داستان که در دوره حال و پیرامون رز، کاریس و تونی می‌گذرد. کاریس معتقد است حیوان خانگی جدیدش اویدا توسط روح زینیا تسخیر شده‌است. این داستان که در ابتدا توسط مجله کانادایی The Walrus منتشر شده بود، در مجموعه داستان کوتاه ۲۰۱۴ تشک سنگی نیز به چشم می‌خورد.